# Palmitinho
Palmitinho är en kommun i Brasilien.   Den ligger i delstaten Rio Grande do Sul, i den södra delen av landet, 1 400 km söder om huvudstaden Brasília. Antalet invånare är 6 920.
Omgivningarna runt Palmitinho är en mosaik av jordbruksmark och naturlig växtlighet. Runt Palmitinho är det ganska glesbefolkat, med 47 invånare per kvadratkilometer.